# Juan Domingo Marinello
Juan Domingo Marinello Kairath (Iquique, Chile, 9 de julio de 1948), es un periodista y fotógrafo chileno.

## Biografía
Marinello realizó sus estudios de periodismo en la Pontificia Universidad Católica de Chile, pero después de un tiempo decidió que su interés por la comunicación debería tomar la vía de la imagen, por lo que optó por la fotografía, iniciándose como asistente del maestro Bob Borowicz.
Entre otros se ha desempeñado como reportero gráfico para el periódico chileno El Mercurio. En revistas como Eva, Creces y como jefe de fotografía de la revista Paula.
Durante la década de los '80 formó parte del Taller Uno, donde Marinello formó a una gran cantidad de jóvenes fotógrafos. Desde 1985 hasta la fecha es docente de la Facultad de Comunicaciones de la Pontificia Universidad Católica de Chile, donde en el año 2003 se le otorgó la titularidad.
Marinello realiza una producción donde utiliza tanto la fotografía química como la digital, para abocarse principalmente a la imagen en color, con la cual registra escenas que a través de su composición nos remiten a sentidas reflexiones estéticas. Esta técnica se denomina Fotodigrafía.

## Investigaciones
- 1982-1983: Cien años de retrato fotográfico en Chile (1840-1940).

- 1995: Recopilación de las obras de Coré (Dibujante Chileno), Otorgada por FONDART

- 1995-1996: Restauración digital de la obra de Mario Silva Ossa (Coré)

- 1996 al 2001: Iconografía del Teatro Chileno, Escuela de Teatro de la Pontificia Universidad Católica de Chile, dirigida por M. De la Luz Hurtado.

## Publicaciones
- Fundamentos prácticos de fotografía, Autor, 120 Págs., 80 ilustraciones, Editorial TELEDUC. 1978

- La aventura de ver, Autor, 148 Págs., 120 ilustraciones, en Bn y Color, Editorial TELEDUC.1983

- Iniciación a la fotografía profesional, 180 Págs., 160 ilustraciones en Bn y Color, Editorial TELEDUC. 1993

- Inventario de una arquitectura anónima, editor gráfico, con Cristián Boza y Hernán Duval, 230 Págs., 180 Fotografías, Editorial Lord Cochrane, 1982.

- Primer anuario fotográfico chileno, coautor, con Ricardo Astorga, 70 Págs., Editorial Puliwen-Antu, 1981.

- Segundo anuario fotográfico chileno, coautor, con Ricardo Astorga y Paz Errázuriz, Editor: Instituto Chileno-Canadiense de Cultura, 1982. (Impreso en Canadá)

- Como autor de fotografías y editor gráfico, publicó en los siguientes libros de la editorial Lord Cochrane y EPSA”:

- Oxígeno Invisible (Texto por Diego Maquieira y Reproducciones Fotográficas por J. D. Marinello), 1988

- Pinturas del Santuario de Sor Teresa de los Andes (Autor de las Fotografías) 1989

- Recuerdos de la visita Papal (participación como autor grupo de fotografías colectivas)

- Fotografías de Luis Ross (Agenda Cochrane 1991) (Autor de las Reproducciones Fotografícas)

- Monedas de Chile (Agenda Cochrane 1990) (Autor de las Fotografías)

- Coautor, con 14 fotógrafos chilenos de: Memoria Oxidada, Editorial LOM, 1997

- Colaborador para Revistas Chilenas e Internacionales, por más de 20 años.

- Viaje al mundo Interior, Editorial Mandala Club, (Texto por María Teresa Diez y fotografías por J.D.Marinello), 1999

- Internet para Todos, Coautor con Ignacio Casas, Soledad Puente, Eduardo Bustos. (Teleduc 1999)

- Las huellas de la luz, coautor con Alexander Gardner, Karen Berestovoy, Margarita Alvarado, (Historia de la Fotografía de Prensa en Chile), 2000, Editada por la Sociedad Nacional del Patrimonio Fotográfico.

- Técnica y Lenguaje. Fundamentos prácticos de Fotografía digital, Editorial Universidad Católica de Chile, 2005, 294 p.
- Punto ciego. Pehuén Ediciones, 2015. 160 p.

## Galardones Importantes
- Ganador Premio Bob Borowicz, Concurso Click (1969).
- Ganador Premio categoría Afiches en el Salón Bienal de Gráfica Utilitaria de El Mercurio S.A. en 1978
- Ganador Premio Internacional Sony Japón por programa de Teleduc (1995).
- Ganador Premio Ansel Adams (1996)
- Nominado a los Premios Altazor (2003). "Fotodigrafías de Identidad"
- Ganador Premio Altazor (2006). Categoría Artes Visuales. Fotografía. "Las fotografías chilenas del recuerdo y el olvido"

- Datos: Q5949130